# 制锦市街道
制锦市街道是中华人民共和国山東省济南市天桥区下辖的一个街道办事处。

## 行政区划
制锦市街道下辖以下村级行政区划单位：
福康街社区、朝阳街社区、制锦市街社区、铜元局后街社区居委和启盛街社区。